# 初哥樂隊
初哥樂隊（The Kooks）是一隊來自英國布賴頓的搖滾樂隊，成立於2004年，風格為后朋克音樂。

## 成員
路克·皮利查（Luke Pritchard）-歌手與吉他
希爾·夏理斯（Hugh Harris）-吉他
麥斯·拿法庭（Max Rafferty）-貝斯
保羅·加利特（Paul Garred）-鼓

## 簡介
2006年發行首張專輯《翻天覆地 Inside In / Inside Out》後，The Kooks締造全球2百萬張的驚人銷量，他們先後入圍角逐Q雜誌、MTV歐洲音樂大獎與全英音樂獎等年度重要獎項，並一舉奪下英國Radio 1聽眾票選「2006年最佳樂隊」頭銜。首張專輯發行後，The Kooks很爭氣地一路攀升至英國金榜亞軍，今天他們則帶著全新大碟《KONK》重返樂壇，破除許多新興樂隊後繼無力的恐怖魔咒，此次二度出輯The Kooks氣勢強壓樂壇老將新秀，成功空降英國金榜冠軍寶座。現年22歲的主唱Luke Pritchard，身為樂隊的創作靈魂，他擅長以流行旋律表現搖滾、放克、靈魂與雷鬼等不同曲風，他筆下的歌詞簡潔有力，總是能夠輕易觸動樂迷的心。
2007年英國媒體首度披露，The Kooks在人事上面臨前所未見的挑戰，甚至一度出現他們可能解散的傳言。而貝斯手Max Rafferty脫隊的消息，在2008年1月底正式獲得樂隊證實，目前他的遺缺由同鄉樂隊Cat The Dog的貝斯手Dan Logan暫時頂替。
雖然歷經人事變動，2008年對The Kooks卻是一個全新的開始，他們先是靠著第二張專輯的主打單曲〈Always Where I Need To Be〉打入全英單曲榜第3名，今(2008)年甫於4月底發行的最新大碟《KONK》，更直接空降全英專輯榜冠軍。 
當初The Kooks在首張專輯錄製期間，總計創作了整整21首作品，這次為了籌備第二張專輯，樂隊則足足寫了將近90首歌曲，而去蕪存菁的結果你正拿在手上。專輯名稱《KONK》主要是根據他們本次選用的錄音室來命名，位於英國倫敦的KONK，是英國經典樂隊The Kinks主唱Ray Davies的個人名下財產，也是The Kooks完成音樂再進化的主要據點。事實上除了倫敦的KONK，本張專輯的錄音地點還包括同樣位於倫敦的RAK錄音室，團員們甚至還遠渡重洋，親自造訪美國好萊塢的錄音室Sound Factory。由於雙方對於上次合作成果都感到十分滿意，此次The Kooks二度邀請首張專輯製作人Tony Hoffer (Beck, Air, Belle & Sebastian)回鍋監製。流行悅耳的旋律始終是The Kooks創作的根本，他們這一次在後製工作上花費了更多心力，在編曲與混音上更加嚴謹要求，保有搖滾與實驗精神，卻不給人憤世嫉俗的壓力。主打單曲〈Always Where I Need To Be〉副歌部份的do-do-do哼唱與拍手聲，十分傻氣俏皮，營造出過耳難忘的絕佳感染力；〈Do You Wanna〉的吉他飆奏，展現他們前所未見的強悍，Luke的聲音不僅未見退縮，還在亢奮與低迴中變換自如；〈Sway〉中吉他手Hugh Harris展現他精湛的彈奏技巧；〈Mr. Maker〉是樂隊捏造出來的虛構人物；〈One Last Time〉、〈Gap〉兩首歌曲，則是讓人揪心的慘情告白。

## 唱片
內裏出面(Inside In, Inside Out)-2006年1月發行
鋼克(Konk)-2008年4月發行
心的宣洩(Junk Of The Heart)-2011年9月發行

## 外部連結
- 官方網站（页面存档备份，存于）